# SPARCstation 10
SPARCstation 10 (кодовое имя "Campus-2") — рабочая станция, производимая корпорацией Sun Microsystems с мая 1992. Она была первым настольным многопроцессорным компьютером от Sun. Позже она была заменена на SPARCstation 20.

## Особенности

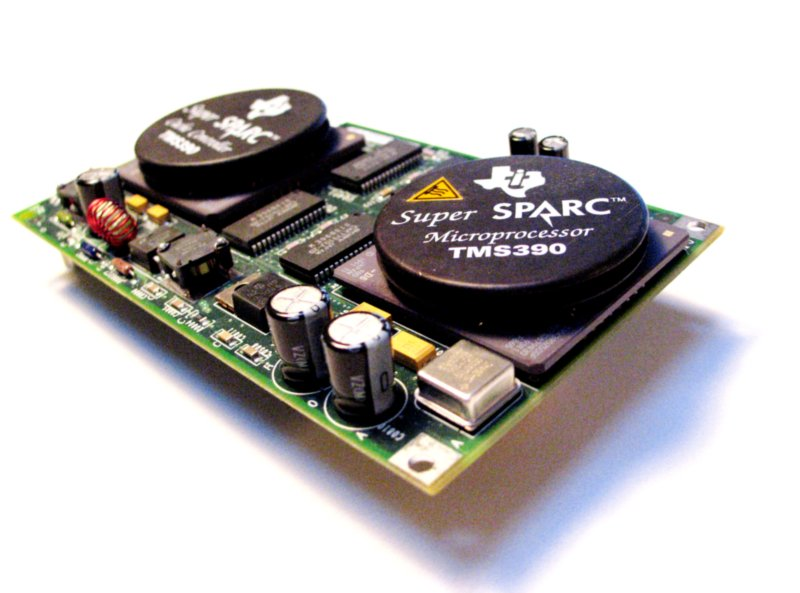
Модуль MBus для SPARCstation 10

### Процессоры
SPARCstation 10 (SS10) содержит два MBus слота, работающих с частотами 36 МГц (33 МГц для ранних моделей) или 40 МГц. Каждый слот MBus может содержать одинарный или двойной процессорный модуль, таким образом, общее число процессоров может достигать четырёх. Были доступны модули с процессорами SuperSPARC и hyperSPARC.

### Память
SS10 поддерживает до 512 МБ оперативной памяти в восьми слотах.

### Диски
SS10 поддерживает два жёстких диска SCSI и дисковод. Другие устройства могут быть подключены через внешний порт SCSI.

### Поддержка графики
В большинстве рабочих станций SPARCstation 10 отсутствует аппаратная поддержка графики. Лишь некоторые, называемые SPARCstation 10SX, включают фреймбуфер SX, или CG14, используемый также в SPARCstation 20. Полная поддержка фреймбуфера существует только в Solaris 2.4 до 2.6, хотя существует возможность установить драйверы в Solaris 7, 8 и 9. Linux имеет поддержку с ускорением графики 2D, но не 3D. NetBSD и OpenBSD поддерживают 3D, но без ускорения, тогда как NeXTSTEP и OPENSTEP не поддерживают совсем.

## Операционные системы
- SunOS 4.1.3 и далее
- Solaris (Solaris 2.1 до 9; Solaris 10 не поддерживает 32-битные системы SPARC.)
- Linux
- NetBSD/SPARC
- OpenBSD/SPARC
- NeXTSTEP
- OPENSTEP/Mach